# Justice communautaire en Amérique latine

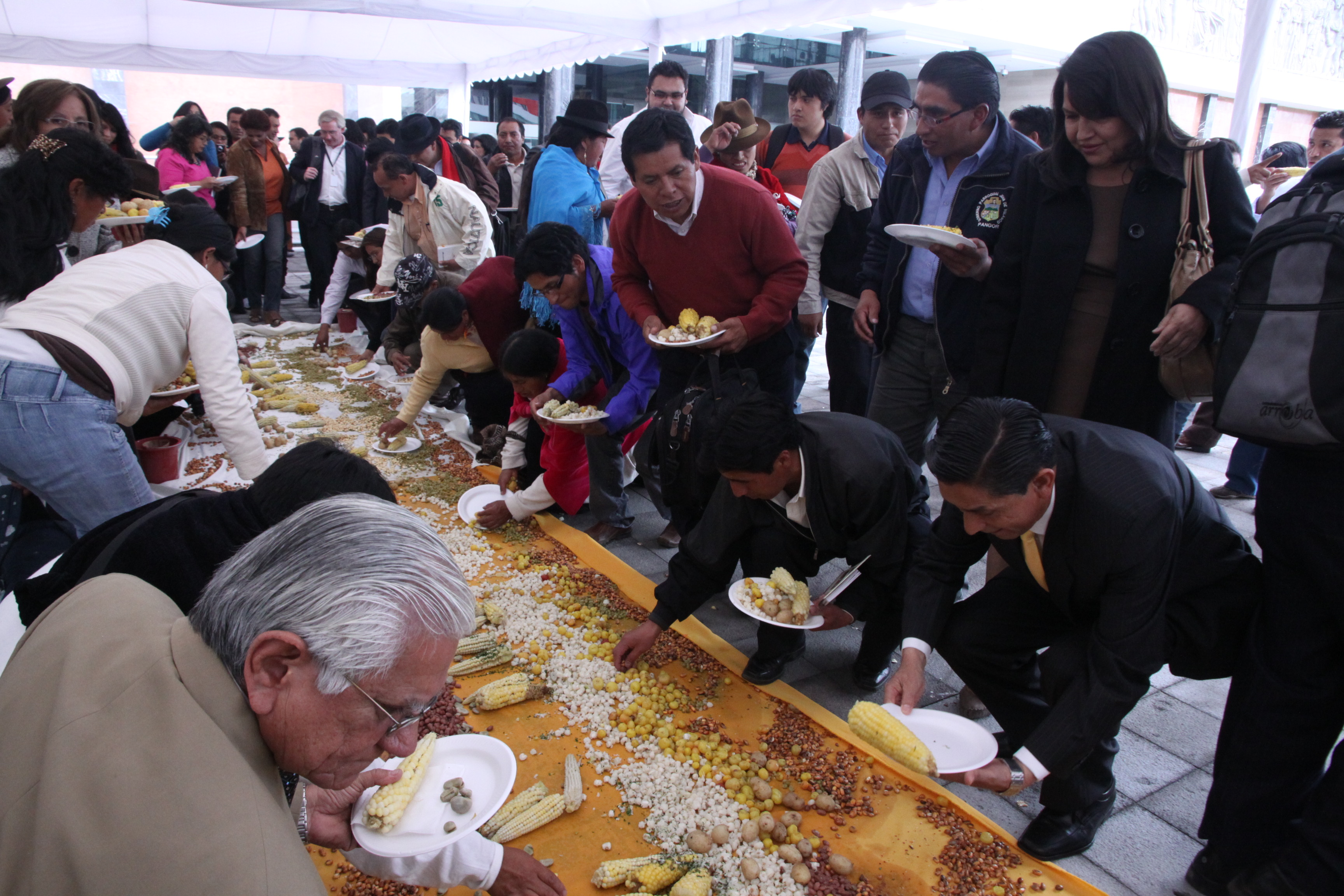
Rencontre internationale sur la justice communautaire organisée à l'Assemblée nationale de l'Équateur.

Dans les pays d'Amérique latine, la justice communautaire est un type d'ordres juridictionnels parallèles aux systèmes de justice des États.

## Principe
Le terme « justice communautaire » recouvre diverses institutions de résolution des conflits et de régulation du comportement social conformément aux normes sociales prescrites par les communautés.
Le système a été mis en place pour proposer une alternative au système judiciaire ordinaire, jugé peu digne de confiance par certaines populations.

## Peines
La peine maximale est l'expulsion de la communauté.

## Critiques
Ce système est critiqué parce que certaines communautés abusent de leurs prérogatives.